# MisLead
MisLead（ミスリード）は、RYUとだいすけにより1998年結成されたヴィジュアル系ロックバンド。
目黒鹿鳴館を中心に活動し、CDアルバム2枚とマキシシングル2枚をリリースしたが2003年に活動休止した。

## メンバー
- RYU（ボーカル）→ 千葉県出身
- だいすけ（ギター）→　長崎県出身
- TAKA（ベース）→現Megaromania 氷牙　山形県出身
- 大樹（ドラム）→　千葉県出身

## ディスコグラフィー
- GLEAM（1999年5月25日）
- ZERO（2000年11月20日）
- AGAIN（2002年6月21日）
- STARDUST（2003年7月25日）